# Xylopia maccreae
Xylopia maccreae är en kirimojaväxtart som först beskrevs av Ferdinand von Mueller, och fick sitt nu gällande namn av Lindsay Stewart Smith. Xylopia maccreae ingår i släktet Xylopia och familjen kirimojaväxter. Inga underarter finns listade i Catalogue of Life.